# Forsterinaria enjuerma
Forsterinaria enjuerma is een vlinder uit de onderfamilie Satyrinae van de familie Nymphalidae.
De voorvleugellengte  van de imago bedraagt 24 tot 26 millimeter. De soort komt voor in Ecuador en mogelijk ook in het noorden van Peru.
De wetenschappelijke naam van de soort is voor het eerst geldig gepubliceerd door Peña & Lamas in 2005.